# Аршица (хребет)
А́ршица (укр.  Аршиця) — хребет в Горганах (Украинские Карпаты), в пределах Калушского района Ивано-Франковской области.
Простирается с северо-запада на юго-восток — от села Мисливки в село Осмолоди. Лежит на междуречье Свичи и Лимницы.
Длина более 26 км. Высота до 1 587 м (г. Горган Илемский). Коньковая поверхность Аршицы выровнена, юго-западный склон слабо расчленен, северный — стремительный, с многочисленными речными долинами. Состоит преимущественно из песчаников. В верхнем поясе распространены каменные осыпи. Склоны покрыты хвойными лесами (ель, сосна). На вершине гребня — кустарниковое криволесье из сосны горной (жереп) и субальпийские луга — полонины.

## Некоторые вершины
- Большой Пустощак (1427 м)
- Горган Илемский (1587 м)
- Верх Менчелик (1569 м)
- Верх Слобушница (1342 м)
- Верх Нивка (1541 м)
- Нередив (1557 м)

## Интересные факты
- С румынского языка слово «Аршица» (arşiţa) переводится как «жара».
- На южных склонах хребта расположено озеро Росохан.

## Фотографии

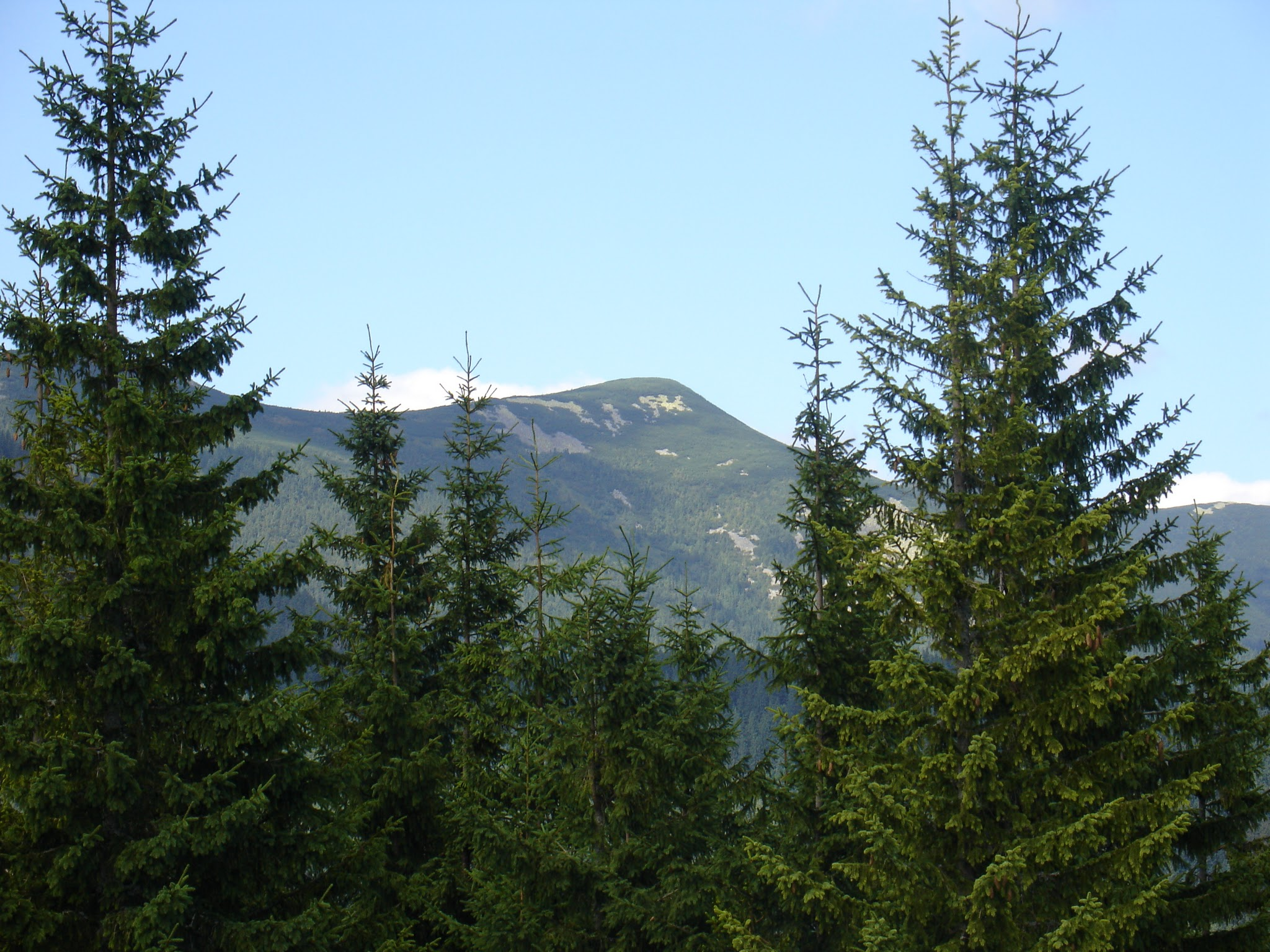
Одна из вершин Аршицы
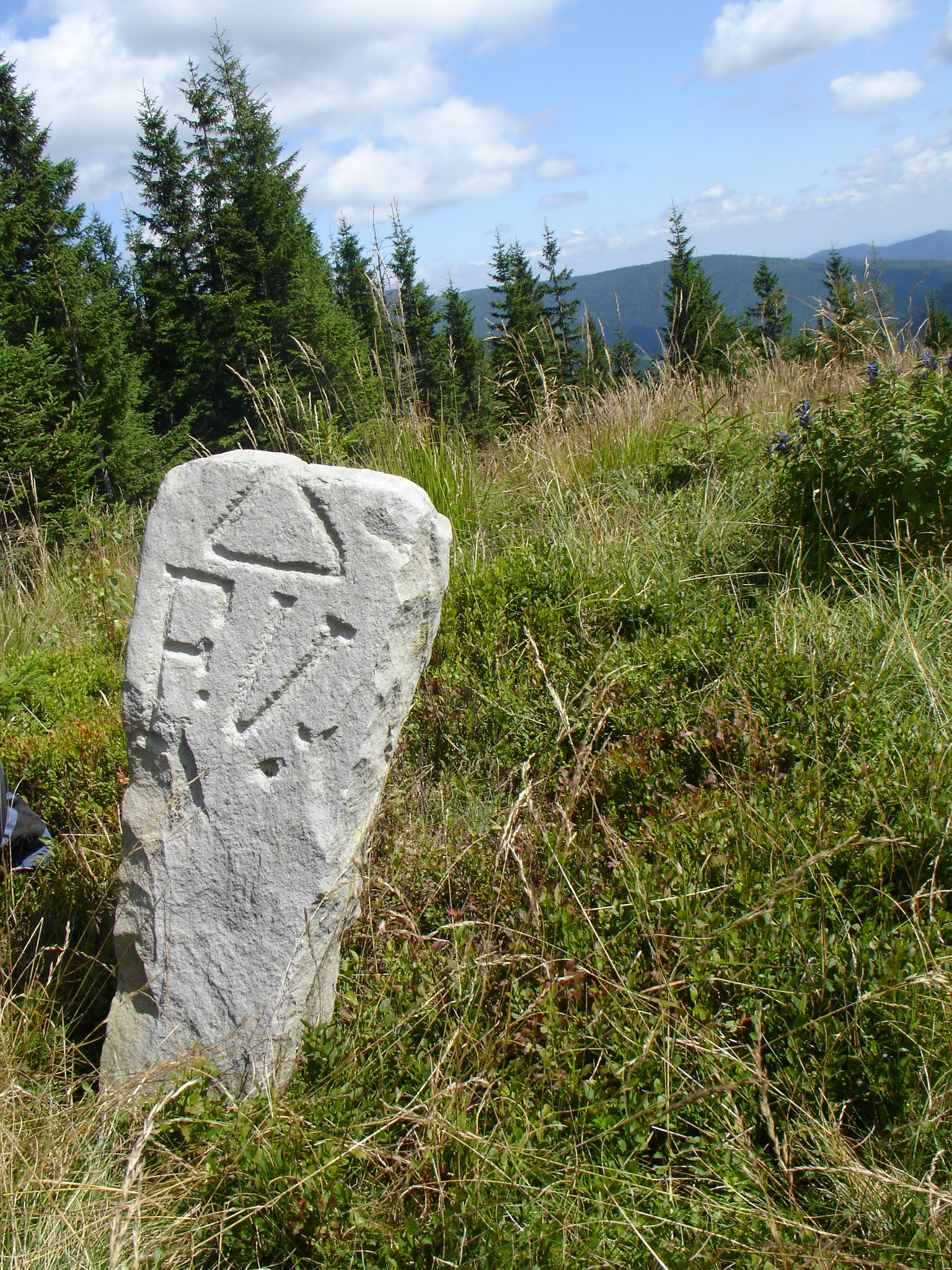
Старый австрийский пограничный столбик
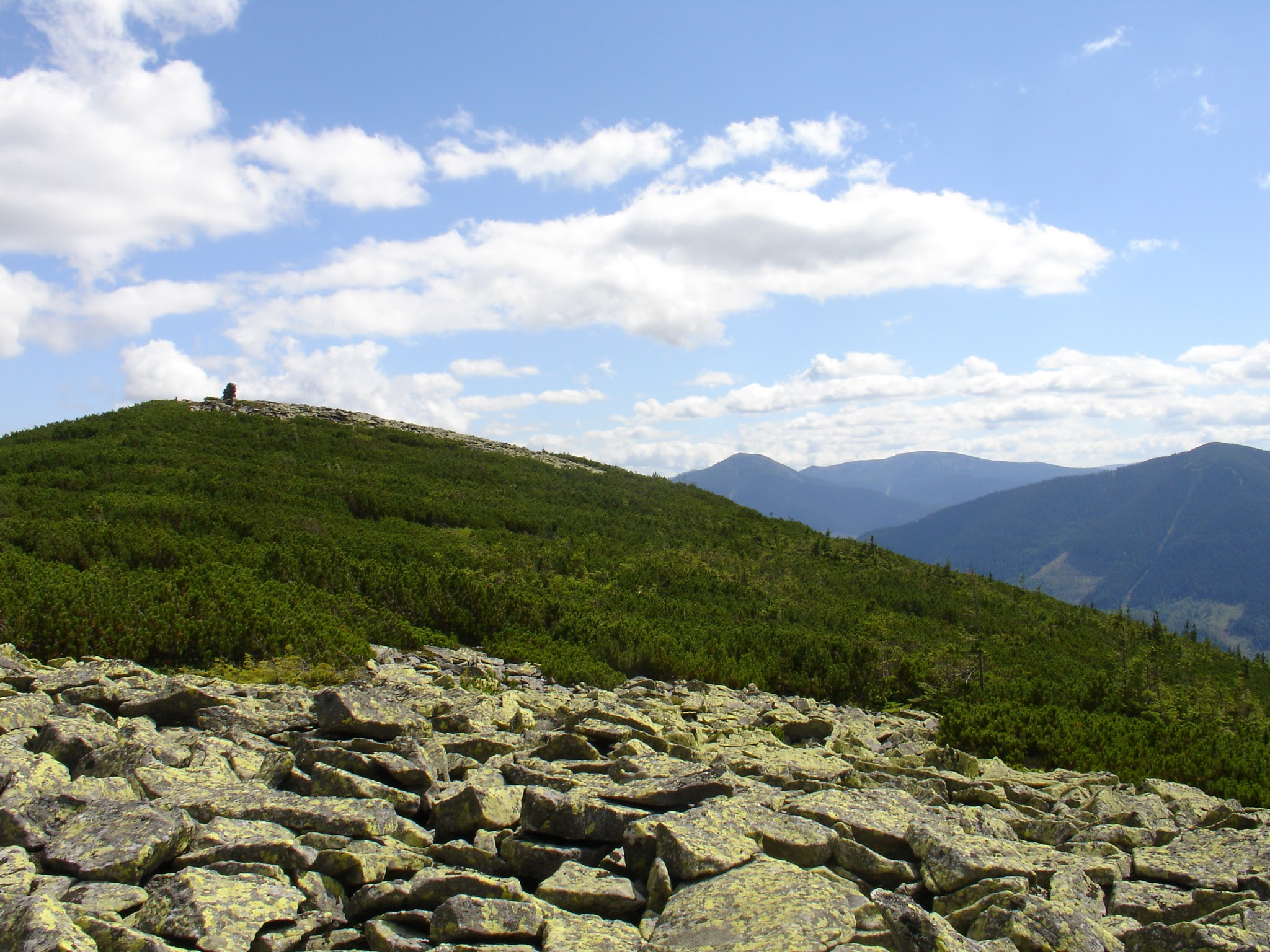
На хребте
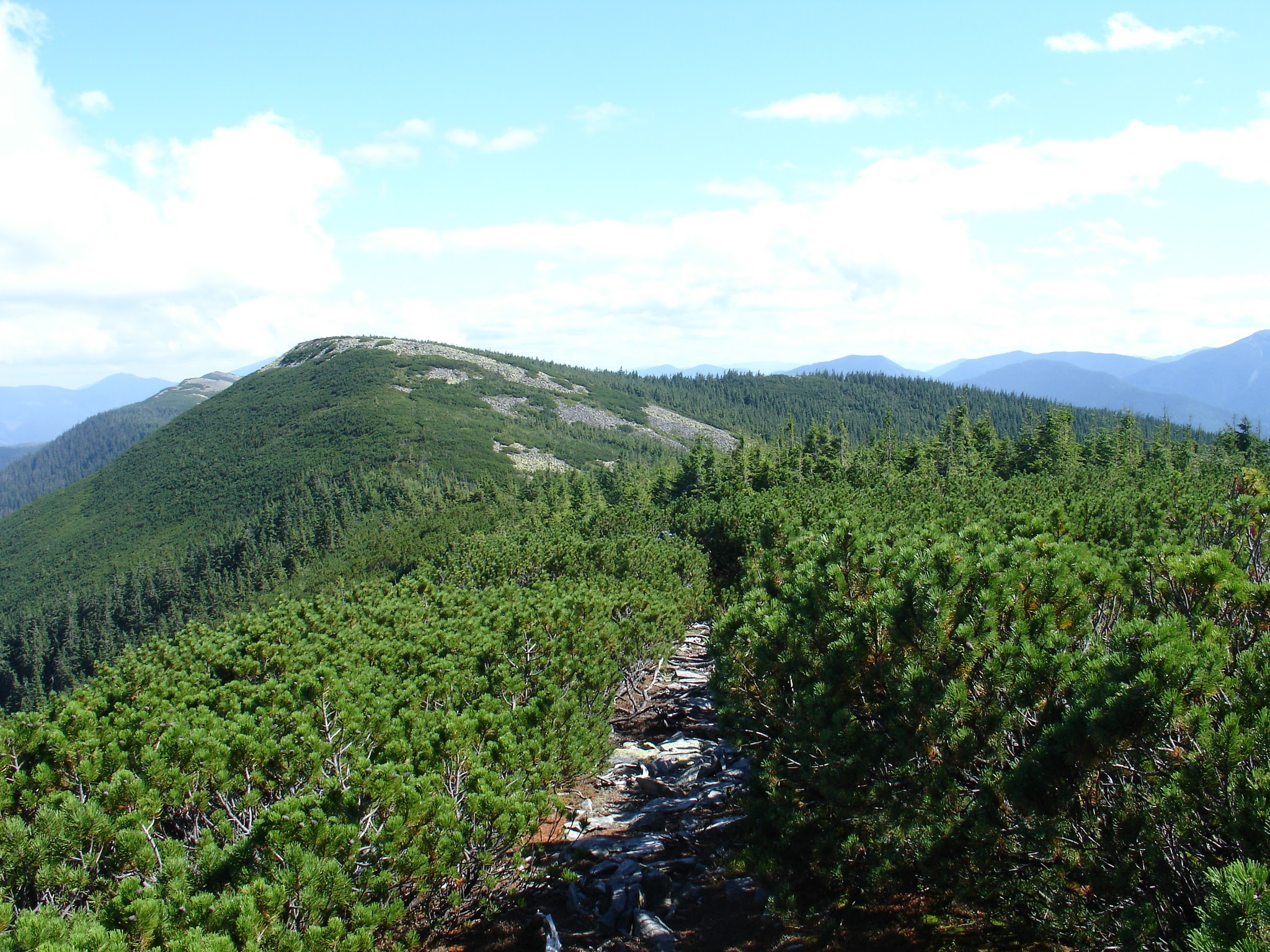
На хребте
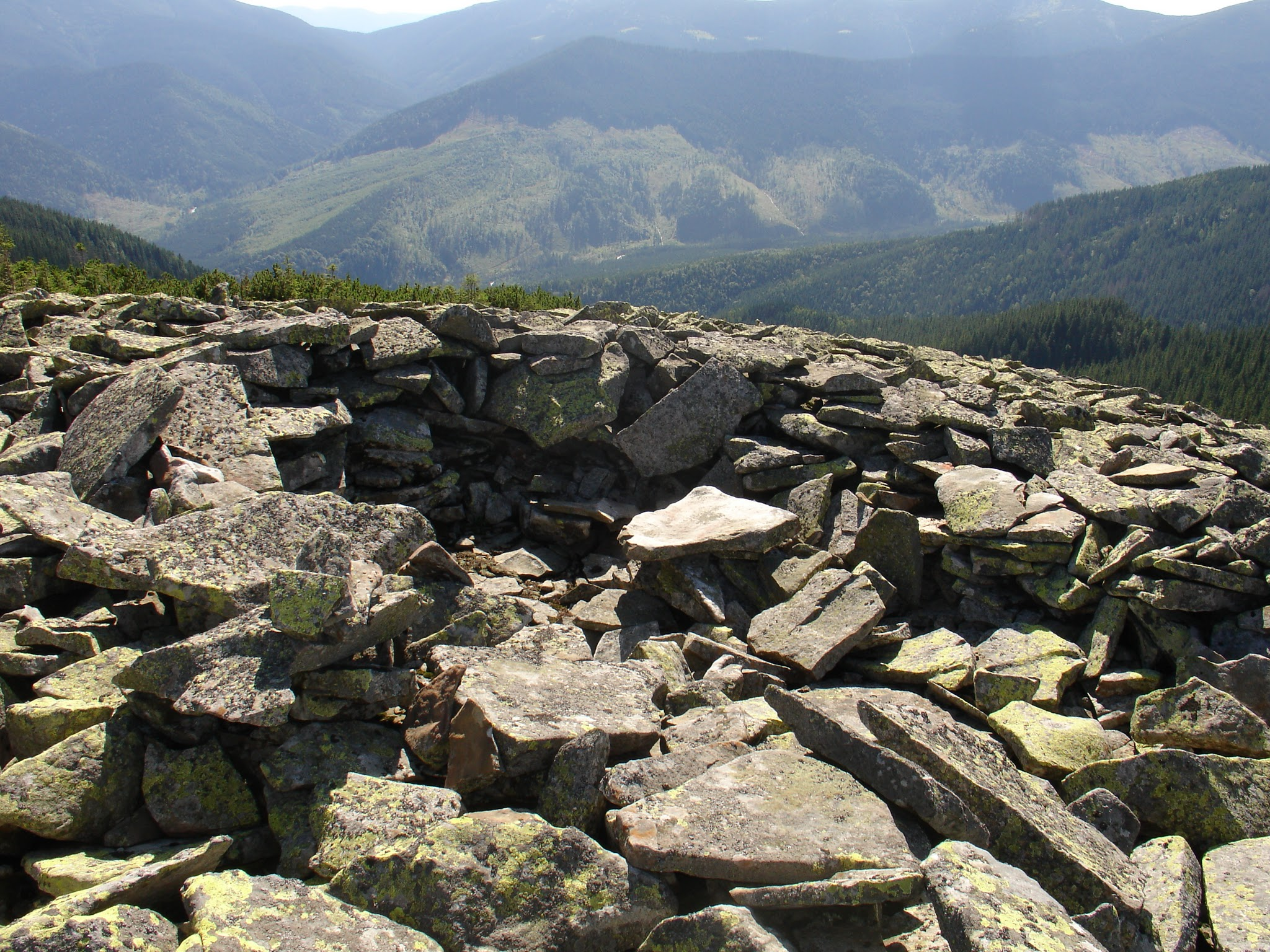
Укрепление на хребте с времён Первой мировой войны